# Pseuderanthemum bolivianum
Pseuderanthemum bolivianum är en akantusväxtart som beskrevs av Nathaniel Lord Britton och Henry Hurd Rusby. Pseuderanthemum bolivianum ingår i släktet Pseuderanthemum och familjen akantusväxter. Inga underarter finns listade i Catalogue of Life.